# Amélie Zurcher
Louise Marie Amélie Zurcher, née le 27 août 1858 à Bollwiller et morte le 8 juin 1947 à Cernay, était la fille du propriétaire de l'usine textile de Bollwiller. Elle est connue dans le sud de l'Alsace pour avoir été l'instigatrice de la découverte de la potasse dans le sous-sol sud-alsacien.

## Enfance
Amélie Zurcher fréquente l'école primaire de Bollwiller jusqu'en 1870, date à laquelle l'Alsace devient allemande. Elle est alors internée au pensionnat des religieuses dominicaines de Nancy. Elle y obtient son Baccalauréat, et elle y découvre également la géologie.
Elle retourne sur sa terre natale en 1877 pour s'occuper de son frère, Albert, blessé pendant la guerre de 1870. Avec lui, elle rachète la ferme du Lützelhof, près de Cernay. Celle-ci devient un modèle de gestion.

## Premiers forages
En 1893, la ferme connaît une terrible sécheresse. Amélie Zurcher doit donc chercher de nouveaux moyens pour éviter la ruine. Une nuit elle rêve qu'il y a du pétrole dans le sous sol de sa propriété. L'année suivante, elle fait la connaissance de Joseph Vogt, directeur d'une fonderie. Apprenant la possibilité de faire des forages souterrains, elle se heurte cependant aux doutes de ses proches, qui ne partagent nullement son avis, elle qui pense que le sous-sol de ses propriétés recèlerait des richesses.
Pourtant, après dix années d'insistance, elle parvient à convaincre Joseph Vogt et Jean-Baptiste Grisez, spécialiste des sondages souterrains, de faire le premier sondage entre Cernay et Lutterbach. Ils espèrent alors trouver de la houille. Le 21 mai 1904 est créée la Société en participation pour la recherche de gisements de houille en Alsace, qui deviendra par la suite la Société Bonne Espérance, Gute Hoffnung en allemand. Le 11 juin 1904, le premier coup de sonde est donné. Alors que Vogt se décourage assez rapidement, Amélie Zurcher le convainc de persévérer et, finalement, c'est une analyse du laboratoire de Strasbourg qui annonce la nouvelle : le tube carottier a traversé des couches de potasse d'excellente teneur. Succès total, donc, pour les sondeurs.

## 1906-1910: l'exploitation commence
Devant l'absence d'investissement financier côté français, c'est grâce à des fonds collectés en Allemagne que la société minière Gewerkschaft Amélie est créée le 13 juin 1906. Elle effectue Modèle:Obr dans la région et, le 22 avril 1908, le premier puits est foncé. En 1910, l'exploitation industrielle de la mine de potasse peut enfin commencer. Cependant, l'année suivante, la Société Amélie Zurcher se voit contrainte de céder toutes ses concessions à une société minière allemande. Mais Joseph Vogt ne perd pas espoir et parvient à convaincre des banquiers français de Nancy d'investir dans la prospection du Bassin Potassique.
Durant la Grande Guerre, la ferme du Lützelhof est transformée en hôpital de campagne dans laquelle Amélie Zurcher est infirmière. À la fin de la guerre, cette ferme est totalement détruite.
L'année 1918 voit la victoire de la France, et l'Alsace redevient française. Amélie Zurcher, patriote, le redevient aussi. Les puits allemands sont confisqués par la France. En 1924, toutes les mines reviennent à l'État français, mais elle est dédommagée. Les Mines domaniales de potasse d'Alsace (MDPA) transforment alors la région. Amélie Zurcher est fière d'avoir donné cette richesse à son pays : « L’essentiel est que la France profite de cette découverte, voilà ma plus belle récompense ».
Amélie Zurcher meurt à Cernay, le 8 juin 1947. Elle a donné son nom, entre autres, au lycée de Wittelsheim, commune où eurent lieu les premiers forages et au puits Amélie.